# Holden VS
Der Holden VS wurde in den Jahren 1995 bis 1997 von der australischen GM-Division Holden gefertigt. Es gab ihn als
- Modell Calais,
- Modell Caprice,
- Modell Commodore,
- Modell Commodore Utility und
- Modell Statesman.